# Scoglio La Galera
Scoglio La Galera è un'isola dell'Italia sita nel mar Ionio, in Sicilia.
Amministrativamente appartiene al comune di Siracusa.
Si trova nel golfo di Siracusa, nei pressi di punta Castelluccio.